# Gerd Wegener
Gerd Wegener (* 1945) ist ein deutscher Holzwissenschaftler und pensionierter Hochschullehrer, der an der Technischen Universität München (TUM) tätig war. Er trägt die Bezeichnung Fellow in der Internationale Akademie der Holzwissenschaften (International Academy of Wood Science, IAWS).

## Leben
Im Jahr 1964 begann Gerd Wegener ein Studium des Bauingenieurwesens an der TUM. Nach Abschluss seines Bachelorstudiums wechselte er zur Universität Hamburg, um sich dem weniger mathematikbasierten Studium der Holzwissenschaften zu widmen. In diesem Fach fand er seine lebenslange Leidenschaft. Im Jahr 1970 übernahm er eine wissenschaftliche Position am Lehrstuhl für Holzwissenschaft und Holztechnologie an der Ludwig-Maximilians-Universität in München. Anschließend promovierte er 1975 in Forstwissenschaften und erlangte 1986 die Habilitation in Forstwissenschaft und Holzwissenschaft, wofür er den Habilitationspreis der LMU erhielt.
Von 1993 bis 2000 bekleidete er die Position eines ordentlichen Professors für Holzwissenschaft und Holztechnologie und war gleichzeitig Leiter der Holzforschung an der LMU. Gerd Wegener blieb bis 2010 Leiter dieser Abteilung. Während seiner gesamten Karriere nahm er verschiedene Gastdozenturen weltweit wahr und engagierte sich aktiv in der Beratung sowie der Bewertung nationaler und internationaler Projekte und Forschungsprogramme.
Über einen Zeitraum von zwei Jahrzehnten war er Herausgeber des European Journal of Wood and Wood Products und von Wood Science and Technology. Er ist außerdem Co-Autor des Buches „Holz“, das 1984 veröffentlicht wurde. Gerd Wegener war Mitglied wissenschaftlicher Gemeinschaften und Ausschüsse. Als Anerkennung für seine Beiträge erhielt er 1997 eine Ehrendoktorwürde von der Technischen Universität Zvolen, Slowakei, und im Jahr 2005 erhielt er eine Ehrendoktorwürde von der Forstakademie St. Petersburg, Russland.
Im Jahr 2009 wurde ihm das Bundesverdienstkreuz und der Hauptpreis der Schweighofer-Stiftung für sein Lebenswerk verliehen. Dies wurde 2016 durch die Staatsmedaille für besondere Verdienste auf dem Gebiet der Ernährungs-, Land- und Forstwirtschaft sowie der Ländlichen Entwicklung in Gold gewürdigt. 2019 wurde er mit dem Distinguished Service Award der Internationalen Akademie der Holzwissenschaften (IAWS) für seine Leistungen in der Holzwissenschaft ausgezeichnet. Aufgrund seiner Leistungen ernannte ihn der TUM-Präsident Wolfgang A. Herrmann im Jahr 2014 zum TUM-Emeritus of Excellence.
Obwohl er seit September 2010 emeritiert ist, ist Gerd Wegener weiterhin aktiv in der Holzindustrie und der Holzforschung tätig.